# Корњето (Мачерата)
Корњето (итал. Corgneto) насеље је у Италији у округу Мачерата, региону Марке.
Према процени из 2011. у насељу је живело 42 становника. Насеље се налази на надморској висини од 898 м.